# Canon EF 50mm-objectief
De Canon EF 50mm is een familie van objectieven gemaakt door de Japanse fabrikant Canon. Deze objectieven zijn gebaseerd op het zogenaamde Gaussobjectief en allemaal voorzien van een EF-lensvatting. Dit maakt hen geschikt voor de EOS-cameralijn van de fabrikant. Wanneer geplaatst op een full-frame-camera geeft een 50mm-objectief ruwweg hetzelfde blikveld als dat van het menselijk oog.
In totaal heeft Canon zeven varianten van de EF 50 mm op de markt gebracht.
- f/1.0L USM
- f/1.2L USM
- f/1.4 USM
- f/1.8
- f/1.8 II
- f/1.8 STM
- f/2.5 Compact Macro

## Modellen

### EF 50mmf/1.0L USM
De EF 50mm f/1.0 L USM is een niet langer geproduceerd professioneel objectief uit Canon's L-serie. Met een diafragma groter dan ooit tevoren op een spiegelreflex-objectief was het objectief in staat om een extreem kleine scherptediepte te realiseren.

### EF 50mmf/1.2L USM
Als opvolger van de EF 50mm f/1.0L USM kwam in 2000 de EF 50mm f/1.2L USM op de markt. Net als zijn voorganger is dit objectief opgebouwd met een metalen body en lensvatting maar met een kunststof buitenzijde.

### EF 50mmf/1.4 USM
De EF 50mm f/1.4 USM is een semi-professioneel objectief. Het is momenteel het voordeligste f/1.4-objectief in het aanbod van Canon. Net als de f/1.2L is het body van metaal maar zijn de buitenste elementen van kunststof. Ondanks het feit dat er niet is gekozen voor een ringvormige USM-motor heeft de gebruiker alsnog de mogelijkheid om te allen tijde handmatig scherp te stellen. De voorzijde van het objectief schuift tot maximaal 1 centimeter uit tijdens het scherpstellen.

### EF 50mmf/1.8
Met de EF 50mm f/1.8 bracht Canon een populair instapobjectief op de markt. Met uitzondering van de lensvatting is de behuizing volledig van kunststof gemaakt. In 1990 kwam de tweede generatie en opvolger op de markt.

### EF 50mmf/1.8 II
Met de EF 50mm f/1.8 II werd gekozen om ook de lensvatting voortaan van kunststof te maken. Ook de scherpstelring moest eraan geloven en werd vervangen door een smalle ring aan de voorzijde van het objectief. Dankzij het feit dat de voorzijde niet draait tijdens het scherpstellen kan er gewerkt worden met een circulair polarisatiefilter.
Dankzij zijn scherpe prijsstelling en hoge optische kwaliteit heeft deze lens de bijnamen 'nifty fifty' en 'plastic fantastic' gekregen.

### EF 50mmf/2.5 Compact Macro
De EF 50mm f/2.5 Compact Macro is een relatief goedkoop macro-objectief met een maximale vergroting van 0,5x, gericht op de enthousiaste amateurfotograaf.

## Specificaties
| Naam                        | f/1.0L USM               | f/1.2L USM              | f/1.4 USM               | f/1.8                   | f/1.8 II                | f/2.5 Compact Macro     |
| --------------------------- | ------------------------ | ----------------------- | ----------------------- | ----------------------- | ----------------------- | ----------------------- |
| Afbeelding                  |                          |                         |                         |                         |                         |                         |
| Belangrijkste eigenschappen |                          |                         |                         |                         |                         |                         |
| Beeldstabilisatie (IS)      | Nee                      | Nee                     | Nee                     | Nee                     | Nee                     | Nee                     |
| Weerbestendig               | Nee                      | Nee                     | Nee                     | Nee                     | Nee                     | Nee                     |
| Ultrasonic Motor (USM)      | Ja                       | Ja                      | Ja                      | Nee                     | Nee                     | Nee                     |
| L-objectief                 | Ja                       | Ja                      | Nee                     | Nee                     | Nee                     | Nee                     |
| Diffractieve optica         | Nee                      | Nee                     | Nee                     | Nee                     | Nee                     | Nee                     |
| Macro                       | Nee                      | Nee                     | Nee                     | Nee                     | Nee                     | Ja                      |
| Technische eigenschappen    |                          |                         |                         |                         |                         |                         |
| Diafragma (max-min)         | f/1.0-f/16               | f/1.2-f/16              | f/1.4-f/22              | f/1.8-f/22              | f/1.8-f/22              | f/2.5-f/32              |
| Opbouw                      | 9 groepen / 11 elementen | 6 groepen / 8 elementen | 6 groepen / 7 elementen | 5 groepen / 6 elementen | 5 groepen / 6 elementen | 8 groepen / 9 elementen |
| Diafragmalamellen           | 8                        | 8                       | 8                       | 5                       | 5                       | 6                       |
| Minimale scherpstelafstand  | 0,6 m                    | 0,45 m                  | 0,45 m                  | 0,45 m                  | 0,45 m                  | 0,228 m                 |
| Maximale vergroting         | 0,11x                    | 0,15x                   | 0,15x                   | 0,15x                   | 0,15x                   | 0,50x                   |
| Horizontale beeldhoek       | 40°                      | 40°                     | 40°                     | 40°                     | 40°                     | 40°                     |
| Diagonale beeldhoek         | 46°                      | 46°                     | 46°                     | 46°                     | 46°                     | 46°                     |
| Verticale beeldhoek         | 27°                      | 27°                     | 27°                     | 27°                     | 27°                     | 27°                     |
| Fysieke eigenschappen       |                          |                         |                         |                         |                         |                         |
| Gewicht                     | 985 g                    | 545 g                   | 290 g                   | 190 g                   | 130 g                   | 280 g                   |
| Maximale diameter           | 91,5 mm                  | 85,8 mm                 | 73,8 mm                 | 67,4 mm                 | 68,2 mm                 | 67,6 mm                 |
| Lengte                      | 81,5 mm                  | 65,5 mm                 | 50,5 mm                 | 42,5 mm                 | 41 mm                   | 63 mm                   |
| Filterdiameter              | 72 mm                    | 72 mm                   | 58 mm                   | 52 mm                   | 52 mm                   | 52 mm                   |
| Accessoires                 |                          |                         |                         |                         |                         |                         |
| Kap                         | ES-79II                  | ES-78                   | ES-71II                 | ES-65                   | ES-62AD                 | n.v.t.                  |
| Verkoopinformatie           |                          |                         |                         |                         |                         |                         |
| Introductie                 | september 1989           | augustus 2006           | juni 1993               | maart 1987              | december 1990           | december 1987           |
| Momenteel in productie?     | Nee                      | Ja                      | Ja                      | Nee                     | Ja                      | Ja                      |